# Logan Browning

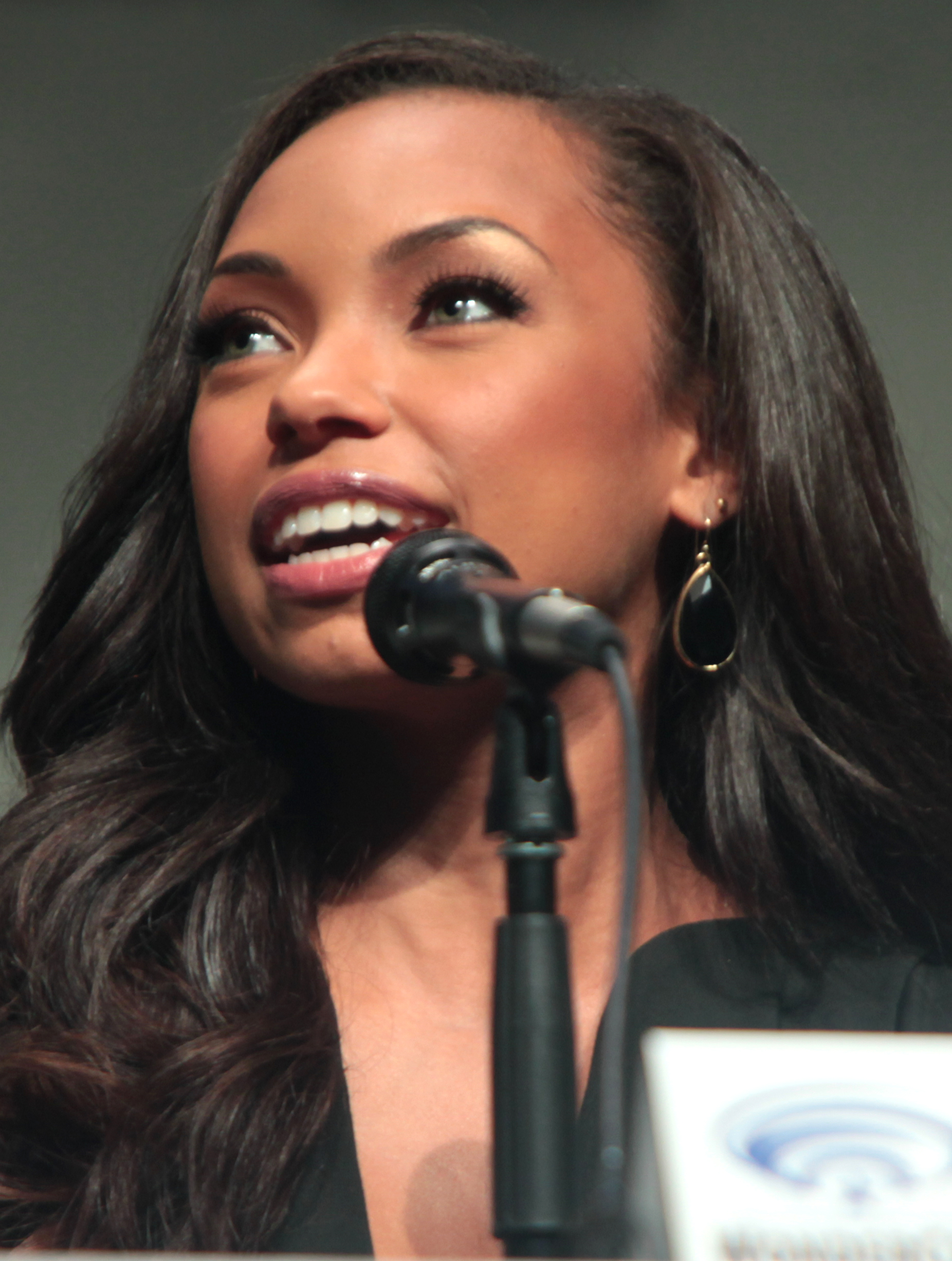
Logan Browning (2015)

Logan Laurice Browning (* 9. Juni 1989 in Atlanta, Georgia) ist eine US-amerikanische Schauspielerin. Bekannt wurde sie durch ihre Rolle als Sasha im Film Bratz: The Movie und Brianna in Meet the Browns. Sie spielte die Jelena Howard in der VH1-Serie Hit the Floor.

## Leben
Browning besuchte 2003 die Barbizon Modeling and Acting School in ihrer Geburtsstadt Atlanta. Ihr Schauspieldebüt machte sie in der Teen-Serie Summerland als Carrie und spielte Vanessa in der Nickelodeon-Serie Ned's Ultimativer Schulwahnsinn von 2005 bis 2006. 2007 verkörperte Browning einer der Hauptrolle, Sasha, im Live-Action-Kinofilm Bratz: The Movie, basierend auf der beliebten Modepuppenlinie. Sie machte ihren Abschluss an der Fayette County High School in Fayetteville, Georgia und ging darauf auf die Vanderbilt University in Nashville, Tennessee. Sie erschien ebenfalls in Dijon Taltons Lied Wild Out.
Browning trat in der Serie Meet the Browns als Brianna Ortiz auf. Sie hatte ebenfalls einen kurzen Auftritt in Prima Js Rockstar Musikvideo und in B5s U Got Me. Sie hatte auch eine wiederkehrende Rolle in der Disney-XD-Serie Pair of Kings.
Sie spielte in zwei Episoden in The Secret Circle. Im April 2012 bekam Browning die Rolle als Jelena Howard in der VH1-Serie Hit the Floor. Vor der Serie war sie keine professionelle Tänzerin. Sie wurde für ihre schauspielerische Fähigkeiten besetzt und trainierte acht Monate für die Serie.

## Filmografie (Auswahl)
- 2004–2005: Summerland Beach (Fernsehserie, 4 Episoden)
- 2005–2006: Neds ultimativer Schulwahnsinn (Fernsehserie, 5 Episoden)
- 2007: Bratz
- 2009–2010: Meet the Browns (Fernsehserie, 43 Episoden)
- 2010–2013: Pair of Kings – Die Königsbrüder (Pair of Kings, Fernsehserie, 5 Episoden)
- 2011: The Secret Circle (Fernsehserie, Episoden 1x02–1x03)
- 2013: Breaking at the Edge
- 2013–2018: Hit the Floor (Fernsehserie, 35 Episoden)
- 2014: For Better or Worse (Fernsehserie, Episoden 3x43–4x44)
- 2015: Brotherly Love
- 2015–2016: Powers (Fernsehserie, 18 Episoden)
- 2017–2021: Dear White People (Fernsehserie, 40 Episoden)
- 2018: The Perfection